# Подгруздок белый
Подгру́здок бе́лый (лат. Rússula délica) — вид грибов, включённый в род Сыроежка (Russula) семейства Сыроежковые (Russulaceae).
Иногда в быту называется «сухим груздем», хотя к груздям и вообще к роду Млечник не относятся.

## Описание
Шляпка достигает 5—18 см в диаметре, сначала выпуклая, затем вдавленная и воронковидная, с беловатой поверхностью, часто с тёмно-желтоватыми или красно-коричневатыми зонами, в сухую погоду нередко растрескивающаяся. Кожица слабо развита.
Пластинки обычно довольно частые, немного нисходящие на ножку, изредка переплетающиеся, кремовые, ближе к ножке неясно голубоватые, у старых грибов нередко с буроватыми пятнами.
Ножка очень крепкая, белая, подобно шляпке, нередко с неправильными коричневатыми пятнами, в верхней части в большинстве случаев голубоватая и более узкая, чем в нижней части.
Мякоть крепкая, белая, с острым вкусом и с заметным запахом, напоминающим некоторые виды рода Млечник.
Споровый порошок белого или светло-кремового цвета. Споры 8—12×6,5—9 мкм, яйцевидные, бугорчатые, со слабо выраженной сеточкой. Пилеоцистиды узкоцилиндрические.
Съедобен, однако обладает достаточно пресным вкусом.

## Экология
Вид широко распространён в Евразии, встречается в основном на опушках в хвойных, лиственных и смешанных лесах, встречается часто под берёзой, дубом, буком, елью, сосной, ольхой или осиной.

## Сходные виды
- Russula brevipes распространена только в Северной Америке, где подгруздок белый редок.
- Russula chloroides предпочитает тенистые места в глубине леса, отличается голубоватыми пластинками и верхушкой ножки, нередко включается в подгруздок белый.
- Russula pseudodelica произрастает только под дубом, отличается выпуклой, затем вогнутой желтоватой шляпкой и приросшими голубовато-зеленоватыми пластинками.
- Lactarius vellereus отличается наличием млечного сока.

## Таксономия

### Синонимы
- Agaricus exsuccus (Pers.) Sacc., 1887
- Agaricus piperatus var. exsuccus (Pers.) Pers., 1801
- Agaricus vellereus var. exsuccus (Pers.) Fr., 1821
- Lactarius exsuccus (Pers.) W.G.Sm., 1873
- Lactarius piperatus var. exsuccus Pers., 1800
- Lactarius vellereus var. exsuccus (Pers.) Fr., 1821
- Lactifluus exsuccus (Pers.) Kuntze, 1891